# Карп, Харви
Харви Нил Карп (англ. Harvey Neil Karp, род. 30 ноября 1951, Нью-Йорк, Нью-Йорк) — известный американский педиатр, специалист по детскому развитию, специалист в области здравоохранения в аспекте
окружающей среды, автор методик ухода за младенцами и маленькими детьми.
Доктор Карп — автор нескольких бестселлеров: «Самый счастливый младенец квартала»
(англ. The Happiest Toddler on the Block 2002, 2015), «Самый счастливый малыш квартала» (англ. The Happiest Toddler on the Block, 2004, 2008), «Детский сон. Простые решения для родителей» (англ. The Happiest Baby Guide to Great Sleep, 2012). Книги Харви Карпа переведены более чем на 20 языков, включая русский.

## Карьера
С 1982 по 2005 год Харви Карп занимался педиатрией и методиками развития детей, работая с известным педиатром Полом Флейссом (англ. Paul Fleiss) в пригороде Лос-Анджелиса Лос Фелиз, Калифорния.
С 1989 по 2009 был клиническим доцентом медицинской школы Калифорнийского университета в Лос-Анджелесе.
С 2009 года — доцент педиатрии медицинского факультета Университета Южной Калифорнии.
Харви Карп — член научного совета Американской педиатрической академии.

## Методика
Чтобы успокоить младенца, доктор Карп рекомендует имитировать условия пребывания ребенка в материнской утробе. Харви Карп называет первые три месяца жизни ребенка «четвертым триместром», он выдвинул гипотезу, что все дети рождаются с «успокаивающим рефлексом» (англ. calming reflex), с помощью которого можно быстро успокоить самых возбужденных младенцев, воссоздав ощущения, которые они испытывали в утробе матери.

## Образовательная программа "Самый счастливый ребенок
Методика доктора Карпа легла в основу образовательной программы для родителей «Самый счастливый ребенок». Опрос преподавателей курсов для родителей, проведенный в 2011 году Чикагским университетом, показал высокий уровень удовлетворенности респондентов этой программой.
Сегодня по ней работают тысячи сертифицированных специалистов как в США, так и в других странах. Она используется как часть программ по пропаганде грудного вскармливания, программам по предотвращению послеродовой депрессии и программам по предотвращению жестокости в отношении детей.

## Критика
Как отмечалось в репортаже CBS news, доктора Карпа критикуют за то, что он добился известности за счет своих знаменитых клиентов, в частности Мишель Пфайффер, Пирса Броснана и Мадонны. Положительные отзывы звездных клиентов были опубликованы на обложках его книг и видеокурсов.
Некоторые специалисты также выражают опасения, что при применении метода младенца могут случайно оставить спящим лицом вниз — в положении, при котором увеличивается риск синдрома внезапной детской смерти. Харви Карп специально предупреждает родителей не оставлять детей в таком положении.
Вызывают возражения и рекомендации доктора Карпа относительно использования тугого пеленания как составляющей «успокающевого рефлекса»: эффект пеленания не основан на рефлексах.
Последствия (как физические, так и психологические) применения успокаивающих методик доктора Карпа никогда не подвергались научной проверке.

## Книги, изданные на русском языке
- Харви Карп. Детский сон. Простые решения для родителей = The Happiest Baby Guide to Great Sleep. — М.: Альпина нон-фикшн, 2016. — 452 с. — ISBN 978-5-91671-568-2.
- Харви Карп. Искусство успокаивать детей = The Happiest Baby on the Block. — М.: Попурри, 2010. — 368 с. — (Здоровый и умный ребенок). — ISBN 978-985-15-1073-9.
- Харви Карп. Новое воспитание. Без слез и конфликтов = The Happiest Toddler on the Block: The New Way to Stop the Daily Battle of Wills and Raise a Secure and Well-Behaved One- to Four-Year-Old. — М.: Попурри, 2009. — (Здоровый и умный ребенок). — ISBN 978-985-15-0442-4.
- Харви Карп. Самый счастливый малыш в квартале. Как унять плач новорожденного = The Happiest Baby on the Block. — М.: Попурри, 2005. — ISBN 985-483-439-5.